# Wybory parlamentarne w Izraelu we wrześniu 2019 roku
Wybory parlamentarne w Izraelu we wrześniu 2019 roku – wybory do Knesetu XXII kadencji odbyły się 17 września.
W kwietniu 2019 odbyły się przyśpieszone wybory parlamentarne, które wyłoniły Kneset dwudziestej pierwszej kadencji. Ponieważ w wyznaczonym terminie Binjaminowi Netanjahu z Likudu nie udało się sformować nowego rządu, 29 maja Kneset przegłosował większością 74:25 samorozwiązanie. Nowe wybory parlamentarne zaplanowano na 17 września.
W wrześniowych wyborach zwyciężyła koalicja Niebiesko-Biali (33 mandaty), przed Likudem (32) i arabską Zjednoczoną Listą (13). Do Knesetu dostały się także Szas (9), Nasz Dom Izrael (8), Zjednoczony Judaizm Tory (7), Jamina (7), Partia Pracy-Geszer (6) oraz Obóz Demokratyczny (5).
Ponieważ w wyznaczonym terminie ani Binjaminowi Netanjahu z Likudu, ani przywódcy Niebiesko-Białych Beniemu Gancowi nie udało się sformować nowego rządu, 12 grudnia Kneset przegłosował samorozwiązanie. Nowe wybory parlamentarne zaplanowano na 2 marca 2020.

## Tło wydarzeń
Od 30 kwietnia do 30 maja 2019 roku Binjamin Netanjahu miał czas na utworzenie koalicji rządzącej na nową kadencję XXI Knesetu. 15 kwietnia 2019 roku partie ortodoksyjne (Szas i Zjednoczony Judaizm Tory) osiągnęły porozumienie z Unią Partii Prawicowych, że utworzą wspólny blok negocjacyjny tworzący przeciwwagę dla postulatów Awigdora Libermana i jego partii Nasz Dom Izrael. Najdłuższe rozmowy prowadzone były właśnie przez ugrupowanie Liebermana i Likud. Netanjahu chcąc utrzymać przychylność partii ortodoksyjnych nie chciał zgodzić się na przegłosowanie zaproponowanego przez Nasz Dom Izrael, w poprzedniej kadencji, prawa poboru Żydów ortodoksyjnych do armii. Lieberman uznał, że warunkiem przystąpienia jego ugrupowania do koalicji jest wprowadzenie tego prawa w życie. Doprowadziło to do sytuacji patowej, która zmusiła Netanjahu i Likud do przegłosowania ustawy o rozwiązaniu Knesetu. Ostatecznie Lieberman oskarżył Likud o skapitulowanie wobec ortodoksji. Negocjatorzy Likudu uznali żądania Naszego Domu Izrael za szalone, a Netanjahu stwierdził, iż Lieberman jest winny niepowodzenia utworzenia prawicowej koalicji, co stawia go na równi z lewicą. Z kolei lider Szasu – Arje Deri – oskarżył Liebermana o antysemityzm i reprezentowanie grup społecznych, których wkład w życie państwa jest znikomy.

## System wyborczy
120 deputowanych do Knesetu wybieranych jest w ordynacji proporcjonalnej z zamkniętych list w jednym ogólnokrajowym okręgu wyborczym. Próg wyborczy w wyborach wynosi 3,25%. Prawo zgłaszania list kandydatów posiadają partie lub koalicje wyborcze, które zadecydowały o starcie w wyborach. Prawo partii politycznych z 1992 roku pozwala na start każdej partii, która nie neguje Państwa Izrael jako państwa żydowskiego i demokratycznego, nie podżega do rasizmu i nie wspiera lub nie bierze udziału w działalności przeciw niemu. Lista, która przekroczy próg wyborczy otrzymuje liczbę mandatów równą jej wyborczej sile. Dochodzi do tego poprzez podział ważnych głosów oddanych na listy, z wynikiem pozwalającym na przekroczenie progu, w celu ustalenia ile głosów było potrzebnych na otrzymanie jednego mandatu przez listę. Podział mandatów odbywa się metodą D’Hondta, która w Izraelu jest znana jako metoda Badera-Ofera od nazwisk posłów, którzy zaproponowali jej zastosowanie (Jochanan Bader i Awraham Ofer).

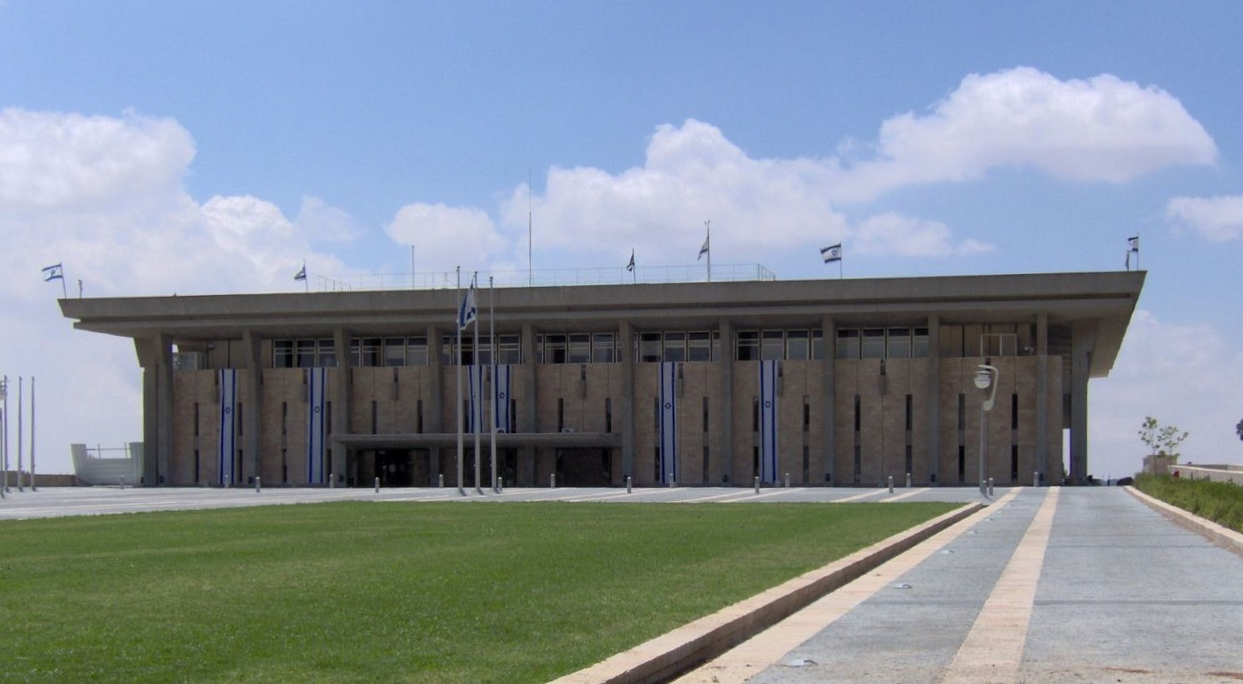
Budynek Knesetu

W celu zwiększenia swoich szans na zdobycie większej ilości mandatów partie mogą podpisać tzw. porozumienia o nadwyżce głosów. W myśl prawa porozumienie to zawiera się między dwoma partiami w celu podziału głosów, które nie wystarczyły na zdobycie kolejnego mandatu. Na tej zasadzie mniejsza partia przekazuje swoją nadwyżkę większej partii, z którą zawarła porozumienie. Podział głosów rozwiązuje się wtedy, dzieląc całkowitą liczbę ważnych głosów przyznanych obu listom w parach, które zawarły takie porozumienie, przez liczbę miejsc przyznanych obu listom, plus 1. Para list o najwyższym wskaźniku otrzymuje nadwyżkę miejsca.
Przed wyborami wrześniowymi porozumienie takie zawarte zostało pomiędzy następującymi listami wyborczymi:
- Likud i Jamina
- Obóz Demokratyczny i Partia Pracy
- Szas i Zjednoczony Judaizm Tory
- Nasz Dom Izrael i Niebiesko-Biali

## Kampania
Już 28 kwietnia Likud wraz z partią My Wszyscy (Kulanu) Moszego Kachlona ustalili, że jeżeli dojdzie w przyszłości do nowych wyborów, to obie partie wystartują ze wspólnej listy w celu osiągnięcia lepszego wyniku wyborczego. Wstępnie ustalono, iż posłowie Kachlona otrzymają 4 miejsca na liście, a lider Kulanu otrzyma w ewentualnym przyszłym rządzie stanowisko ministerialne.
Podobne porozumienie osiągnął Beni Ganc z Ja’irem Lapidem. Obaj uznali, że wspólna lista pod nazwą Niebiesko-Biali wystartuje w przyszłych wyborach do Knesetu. Lapid oznajmił jednak, że należy przedyskutować podział miejsc na przyszłej liście, natomiast przywództwo powinno pozostać niezmienne. Według niego kandydatem na premiera powinien pozostać Ganc.
Wszystkie cztery główne arabskie partie (Hadasz, Ta’al, Ra’am i Balad) postanowiły powrócić do rozwiązania z 2015 roku i rozpoczęły negocjacje nad stworzeniem jednej Zjednoczonej Listy celem zdobycia większej liczby mandatów.
2 czerwca premier Netanjahu zdymisjonował Naftalego Bennetta ze stanowiska ministra edukacji i ministra ds. diaspory oraz Ajjelet Szaked ze stanowiska ministra sprawiedliwości. Jak podawał „The Times of Israel” premier nie chciał, aby oboje swoją pracą przyczyniali się do budowania popularności swojej partii – Nowej Prawicy, co mogłoby doprowadzić do odebrania Likudowi głosów.
26 czerwca powrót do polityki zapowiedział były premier Ehud Barak. Uznał, że Niebiesko-Biali nie posiadają dość sił, żeby zmobilizować elektorat przeciw Likudowi. Na konferencji prasowej towarzyszył mu m.in. Ja’ir Golan – były zastępca Szefa Sztabu Sił Obronnych Izraela. 1 lipca swoje poparcie i chęć przystąpienia do nowej partii wyraziła No’a Rotman – wnuczka Icchaka Rabina. Nowa partia nazwała się Demokratyczny Izrael.
9 lipca Perec i Smotricz podpisali porozumienie o wspólnym starcie Żydowskiego Domu i Unii Narodowej we wrześniowych wyborach. Wezwali jednocześnie Naftalego Bennetta i Ajjelet Szaked do rozpoczęcia rozmów w celu utworzenia wspólnej listy.
Na początku lipca doszło do odłączenia się Żydowskiej Siły od Unii Partii Prawicowych. Itamar Ben-Gewir i Micha’el Ben-Ari oskarżyli Rafiego Pereca i Becalela Smotricza o łamanie umowy koalicyjnej i marginalizowanie Żydowskiej Siły. Postanowili nawiązać współpracę z rabinem Cwim Tauem z jesziwy Har ha-Mor, który 7 lipca ogłosił powstanie swojej partii No’am, związanej ze środowiskami jesziwy i chardalim (narodowych ortodoksów).
18 lipca przewodniczący Partii Pracy – Amir Perec – ogłosił, że razem z partią Geszer Orli Lewi-Abekasis utworzy wspólną listę wyborczą. Jednocześnie poinformował, że nie dojdzie do połączenia się z nowym ugrupowaniem Ehuda Baraka ani Merecem.
25 lipca zapadła decyzja o tym, że Demokratyczny Izrael Ehuda Baraka, Merec oraz Ruch Zielonych, na którego czele stanęła dezerterka z Partii Pracy Setaw Szafir, utworzą wspólną listę wyborczą pod nazwą Obóz Demokratyczny (hebr. המחנה הדמוקרטי, Ha-Machane ha-Demokrati). Na czele listy stanął nowo wybrany przewodniczący partii Merec – Niccan Horowic, oprócz niego znalazło się na niej jeszcze 4 mężczyzn i 5 kobiet.
28 lipca doszło do porozumienia Unii Partii Prawicowych z Nową Prawicą o wspólnej liście wyborczej (Zjednoczona Prawica). Tego samego dnia Żydowska Siła poinformowała o wspólnym starcie z No’am.
31 lipca troje posłów partii My Wszyscy: Mosze Kachlon (przewodniczący), Eli Kohen oraz Tali Ploskow przeszło do Likudu. Jifat Szasza-Bitton pozostała w partii w celu utrzymania finansowania i zebrania pieniędzy na kampanię Likudu.
12 sierpnia Zjednoczona Prawica postanowiła zmienić nazwę na Jamina (hebr. יָמִינָה, dosł. Na prawo). Nazwa ma symbolizować ideologiczne położenie partii na prawo od Likudu.
25 sierpnia Sąd Najwyższy Izraela zablokował start Barucha Marzela i Ben Cijjona Gufsztajna z listy Żydowskiej Siły. Swoją decyzję uzasadnił tym, że obaj wygłaszali rasistowskie opinie wobec Arabów. Sąd zablokował petycję mającą w podobny sposób zaskarżyć lidera listy Itamara Ben-Gwira. Na drugie miejsce przesunięto Adwę Biton, a na kolejne odpowiednio: Jicchaka Waserlaufa, Dawida Kuperszmidta i Jicchaka Kroizera.
29 sierpnia Mosze Feiglin wycofał swoją partię Zehut z wyborów parlamentarnych i podpisał umowę o współpracy z Likudem.
15 września partia No’am wycofała się z kampanii i udziału w wyborach, ponieważ jej politycy uznali, że partia ma niskie szanse na dostanie się do Knesetu. Według przewodniczącego partii – Drora Arjego – 70 tys. osób popisało deklarację poparcia partii, a około 250 tys. mogłoby zagłosować na nią.

## Kandydaci i listy partyjne

### Jamina

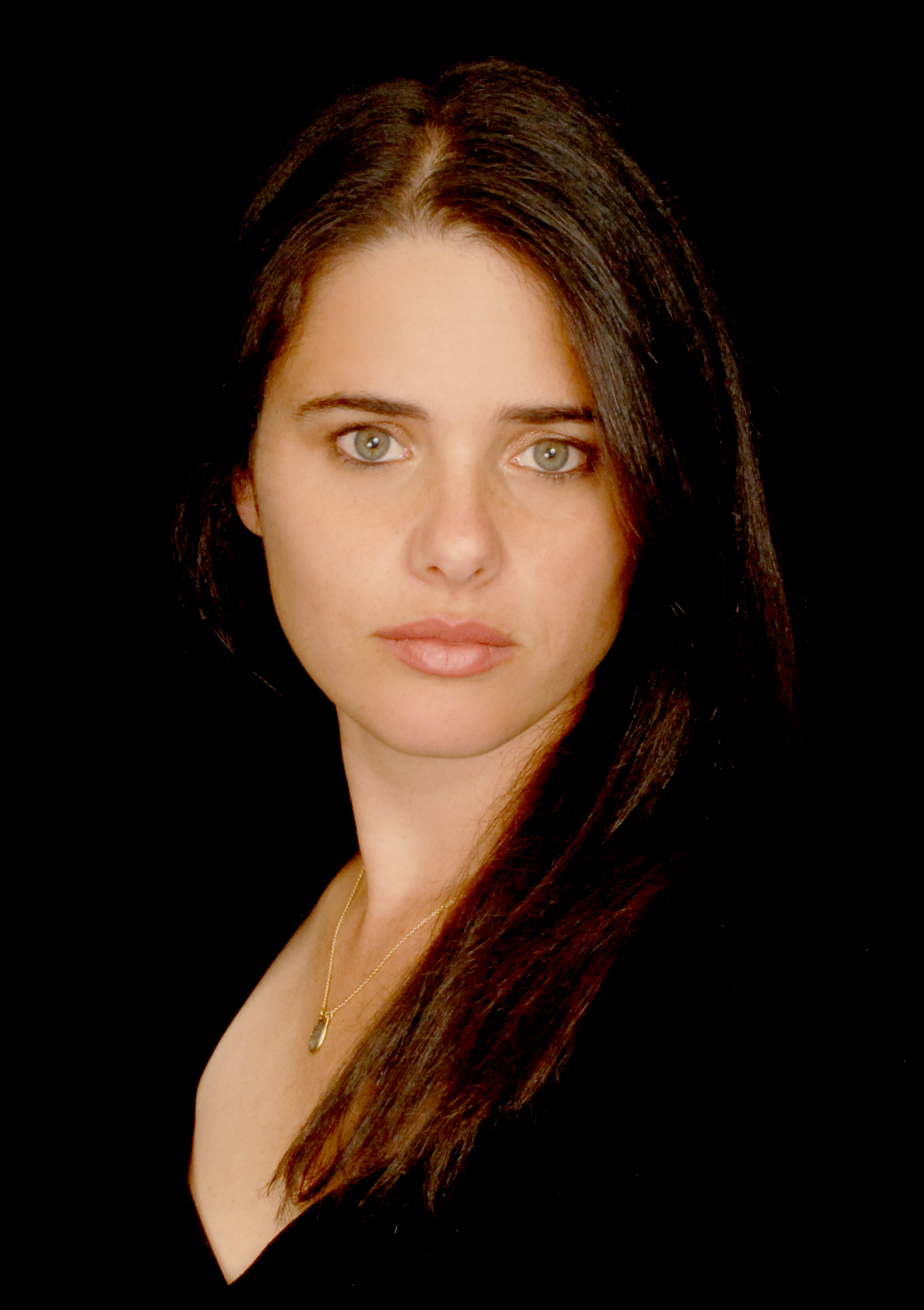
Ajjelet Szaked

Koalicja Unii Partii Prawicowych (Żydowski Dom i Unia Narodowa / Tekuma) z Nową Prawicą.
29 maja Żydowski Dom ogłosił, że nie zmieni kandydatów do wspólnej listy na wrześniowe wybory. Zaproponuje Rafiego Pereca, Idit Silman, Motiego Jogewa i Dawida Ben Cijjona. 21 lipca Żydowski Dom i Unia Narodowa zawarły porozumienie o ponownym starcie ze wspólnej listy. W sprawie składu wspólnej listy toczą się rozmowy pomiędzy liderami Żydowskiego Domu, Unii Narodowej, Żydowskiej Siły oraz Nowej Prawicy. 28 lipca osiągnięto porozumienie z Nową Prawicą, Rafi Perec poinformował, że przekaże pierwsze miejsce na liście i przewodzenie liście przewodniczącej Nowej Prawicy – Ajjelet Szaked. Do 12 sierpnia partia nazywała się Zjednoczona Prawica, później przyjęła nazwę Jamina. Z list Jaminy wystartowali:
| 1. Ajjelet Szaked (Nowa Prawica) 2. Rafi Perec (Unia Partii Prawicowych-Żydowski Dom) 3. Becalel Smotricz (Unia Partii Prawicowych-Unia Narodowa) 4. Naftali Bennett (Nowa Prawica) 5. Moti Jogew (Unia Partii Prawicowych-Żydowski Dom) 6. Ofir Sofer (Unia Partii Prawicowych-Unia Narodowa) 7. Matan Kahana (Nowa Prawica) 8. Idit Silman (Unia Partii Prawicowych-Żydowski Dom) 9. Roni Sasower (Nowa Prawica) 10. Orit Struk (Unia Partii Prawicowych-Unia Narodowa) 11. Szaj Mimun (Nowa Prawica) 12. Szuli Mu’alem (Nowa Prawica) 13. Eli Ben-Dahan (Unia Partii Prawicowych-Żydowski Dom) 14. Josi Kohen (Unia Partii Prawicowych-Unia Narodowa) 15. Szirli Pinto (Nowa Prawica) 16. Dawid Ben Cijjon (Unia Partii Prawicowych-Żydowski Dom) 17. Kalfon Jom Tow (Nowa Prawica) 18. Elijahu Amichaj (Unia Partii Prawicowych-Unia Narodowa) 19. Mosze Peled (Nowa Prawica) 20. Mirjam Aberdżil (Unia Partii Prawicowych-Żydowski Dom) |

Na liście partii znalazł się także narodowo-religijny rabin Chajjim Drukman (42. miejsce) oraz długoletni poseł Mafdalu i Żydowskiego Domu – Nisan Slomianski (41. miejsce).

### Likud

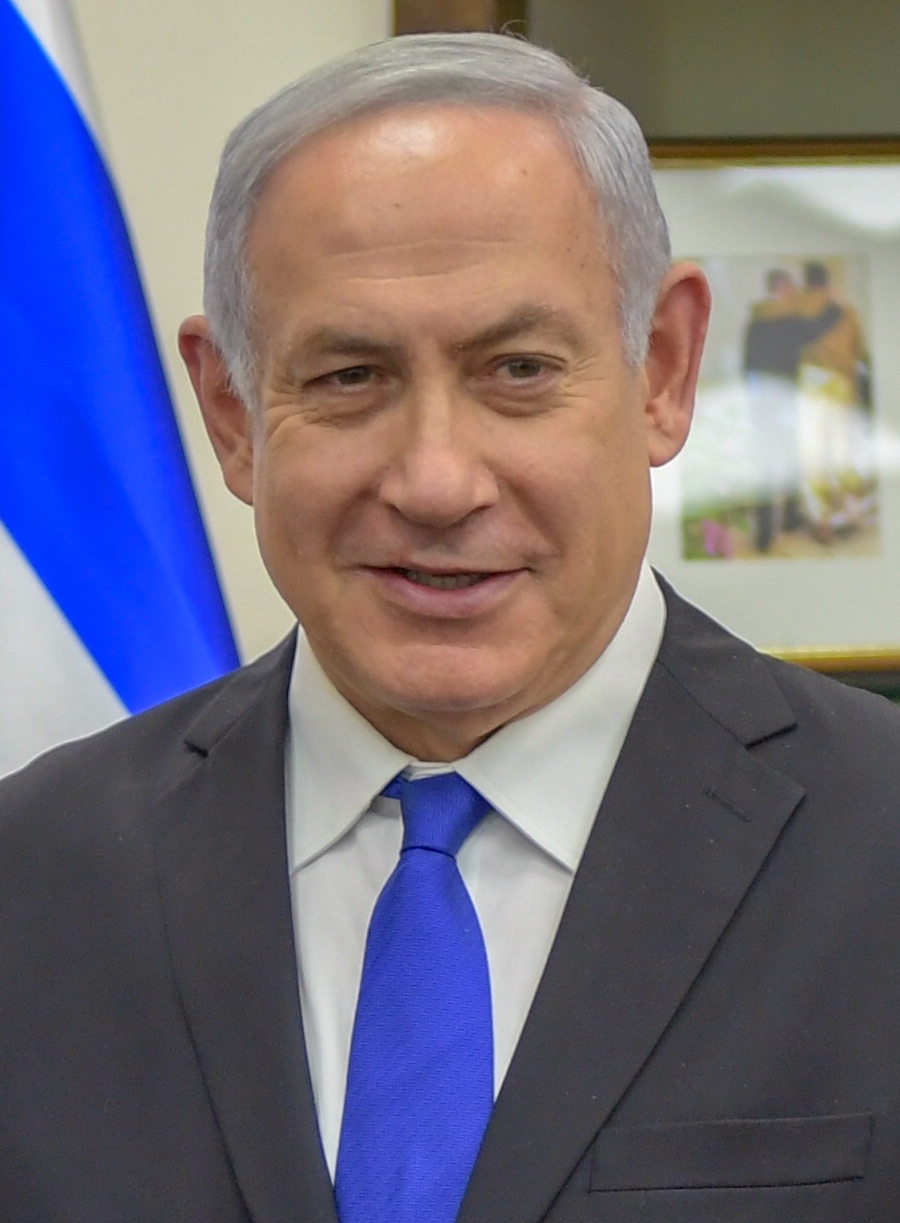
Binjamin Netanjahu

W maju Likud i My Wszyscy ogłosiły, że we wrześniowych wyborach wystawią wspólną listę. Jednak w związku z przejściem posłów partii My Wszyscy do Likudu 31 lipca, to partia Netanjahu wystawiła listę wyborczą obejmującą wyłącznie Likud. Pierwszymi czterdziestoma kandydatami partii byli:
| 1. Binjamin Netanjahu 2. Juli-Jo’el Edelstein 3. Jisra’el Kac 4. Gilad Erdan 5. Mosze Kachlon 6. Gide’on Sa’ar 7. Miri Regew 8. Jariw Lewin 9. Jo’aw Galant 10. Nir Barkat 11. Gila Gamli’el 12. Awi Dichter 13. Ze’ew Elkin 14. Chajjim Kac 15. Eli Kohen 16. Cachi Hanegbi 17. Ofir Akunis 18. Juwal Steinitz 19. Cippi Chotoweli 20. Dawid Amsalem 21. Amir Ochanna 22. Ofir Kac 23. Etti Chawa Atijja 24. Jo’aw Kisz 25. Dawid Bitan 26. Keren Barak 27. Szelomo Karaj 28. Miki Zohar 29. Jifat Szasza-Bitton 30. Szaren Haskel 31. Michal Szir Segman 32. Katrin Szitrit 33. Fatin Mulla 34. Maj Golan 35. Tali Ploskow 36. Uzzi Dajan 37. Ari’el Kelner 38. Osnat Hilla Mark 39. Amit Halewi 40. Nissim Waturi |

### Nasz Dom Izrael

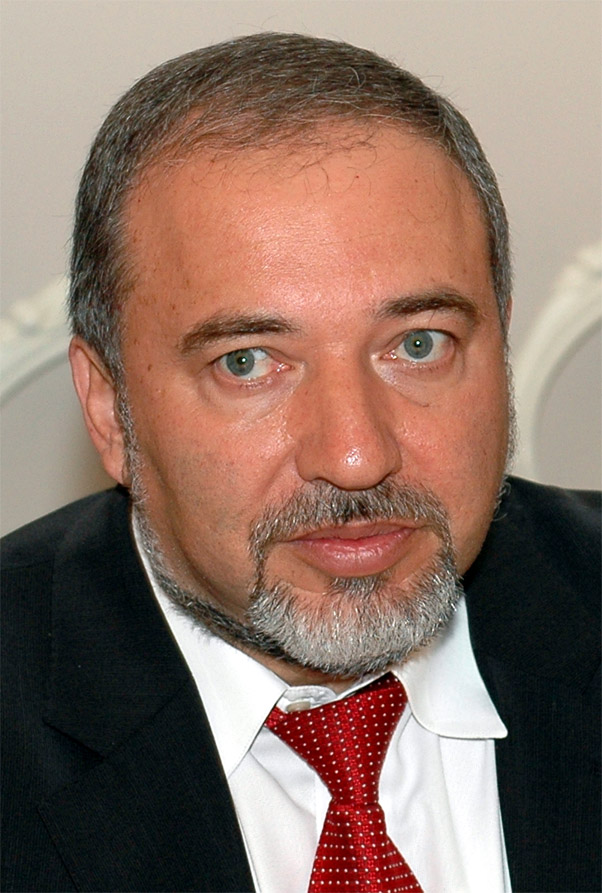
Awigdor Liberman

30 lipca partia ogłosiła swoją listę kandydatów:
| 1. Awigdor Lieberman 2. Oded Forer 3. Jewgienij Sowa 4. Eli Awidar 5. Julia Malinowski 6. Hamad Amar 7. Aleks Kuszner 8. Mark Jefremow 9. Limor Magen Telem 10. Alina Berdach-Jalow |

### No’am
28 lipca Żydowska Siła ogłosiła, że we wrześniowych wyborach wystartuje razem ze wspieraną przez jesziwę Har ha-Mor partią No’am. 31 lipca partie ogłosiły wspólną listę, jednak 1 lipca Żydowska Siła poinformowała, że stworzy samodzielną listę, ponieważ No’am wystawiła kandydata niereligijnego.
Ostateczna lista partii:
| 1. Arje Dror 2. Eldad Rabinowicz 3. Jigal Kana’an 4. Awner Porat 5. Ari’el Szachar 6. Ilan Alfonte 7. Ja’akow Ben-Chamu 8. Jicchak Sabach 9. Ja’akow Nowik |

15 września partia No’am wycofała się z kampanii i udziału w wyborach, ponieważ jej politycy uznali, że partia ma niskie szanse na dostanie się do Knesetu<.

### Niebiesko-Biali

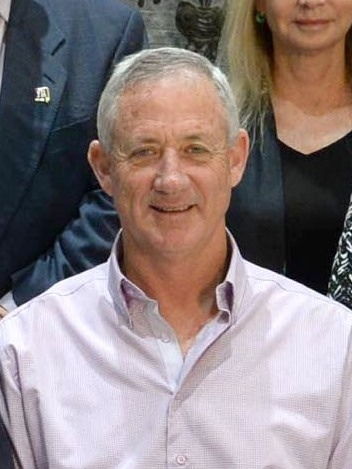
Beni Ganc

6 lipca Beni Ganc, Ja’ir Lapid, Mosze Ja’alon i Gabi Aszkenazi ogłosili, że do kolejnych wyborów wystartują ponownie razem. Oto pierwszych czterdziestu kandydatów:
| 1. Beni Ganc 2. Ja’ir Lapid 3. Mosze Ja’alon 4. Gabi Aszkenazi 5. Awi Nissenkorn 6. Me’ir Kohen 7. Miki Chajjimowicz 8. Ofer Szelach 9. Jo’az Hendel 10. Orna Barbiwaj 11. Micha’el Biton 12. Jechi’el Mosze Troper 13. Ja’el German 14. Cewi Hauzer 15. Orit Farkasz-Hakohen 16. Karin Elharrar 17. Meraw Kohen 18. Jo’el Razwozow 19. Asaf Zamir 20. Jizhar Szaj 21. Elazar Sztern 22. Miki Lewi 23. Omer Jankielewicz 24. Penina Tamanu 25. Ghadir Marih 26. Ram Ben-Barak 27. Alon Szuster 28. Jo’aw Segalowicz 29. Ram Szefa 30. Bo’az Toporowski 31. Orli Fruman 32. Eitan Ginzburg 33. Gadi Jewarkan 34. Idan Rol 35. Jora’i Lahaw-Hercano 36. Mosze Matalon 37. Enaw Kabala 38. Thila Fridman 39. Jicchak Ilan 40. Hila Szaj Wazan |

### Obóz Demokratyczny

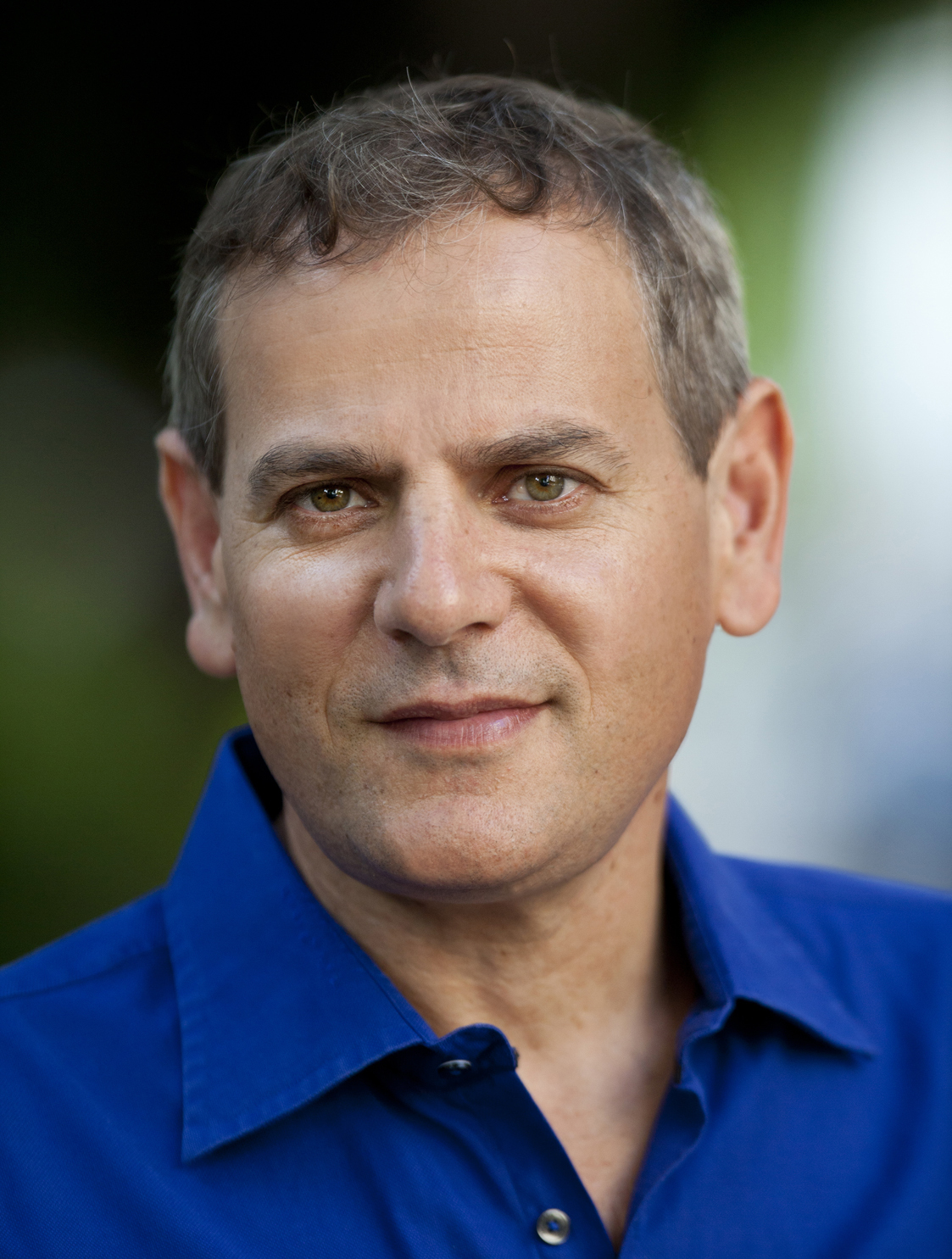
Niccan Horowic

25 lipca partia ogłosiła dziesiątkę kandydatów do Knesetu:
| 1. Niccan Horowic (Merec) 2. Setaw Szafir (Ruch Zielonych) 3. Ja’ir Golan (Demokratyczny Izrael) 4. Tamar Zandberg (Merec) 5. Ilan Gilon (Merec) 6. Isawi Furajdż (Merec) 7. Jifat Biton (Demokratyczny Izrael) 8. Ja’el Kohen Paran (Ruch Zielonych) 9. No’a Rotman (Demokratyczny Izrael) 10. Ehud Barak (Demokratyczny Izrael) 11. Gilad Kariw (Ruch Zielonych) 12. Mosi Raz (Merec) 13. Michal Rozin (Merec) |

### Partia Pracy

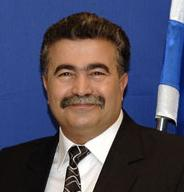
Amir Perec

Partia Pracy wystawiła wspólną listę z Geszerem. Na liście znaleźli się:
| 1. Amir Perec 2. Orli Lewi-Abekasis (Geszer) 3. Icik Szmuli 4. Meraw Micha’eli 5. Omer Bar-Lew 6. Rewital Swid 7. Chaggaj Rzeznik (Geszer) 8. (osoba wskazana przez Pereca) 9. Eran Hermoni |

### Szas

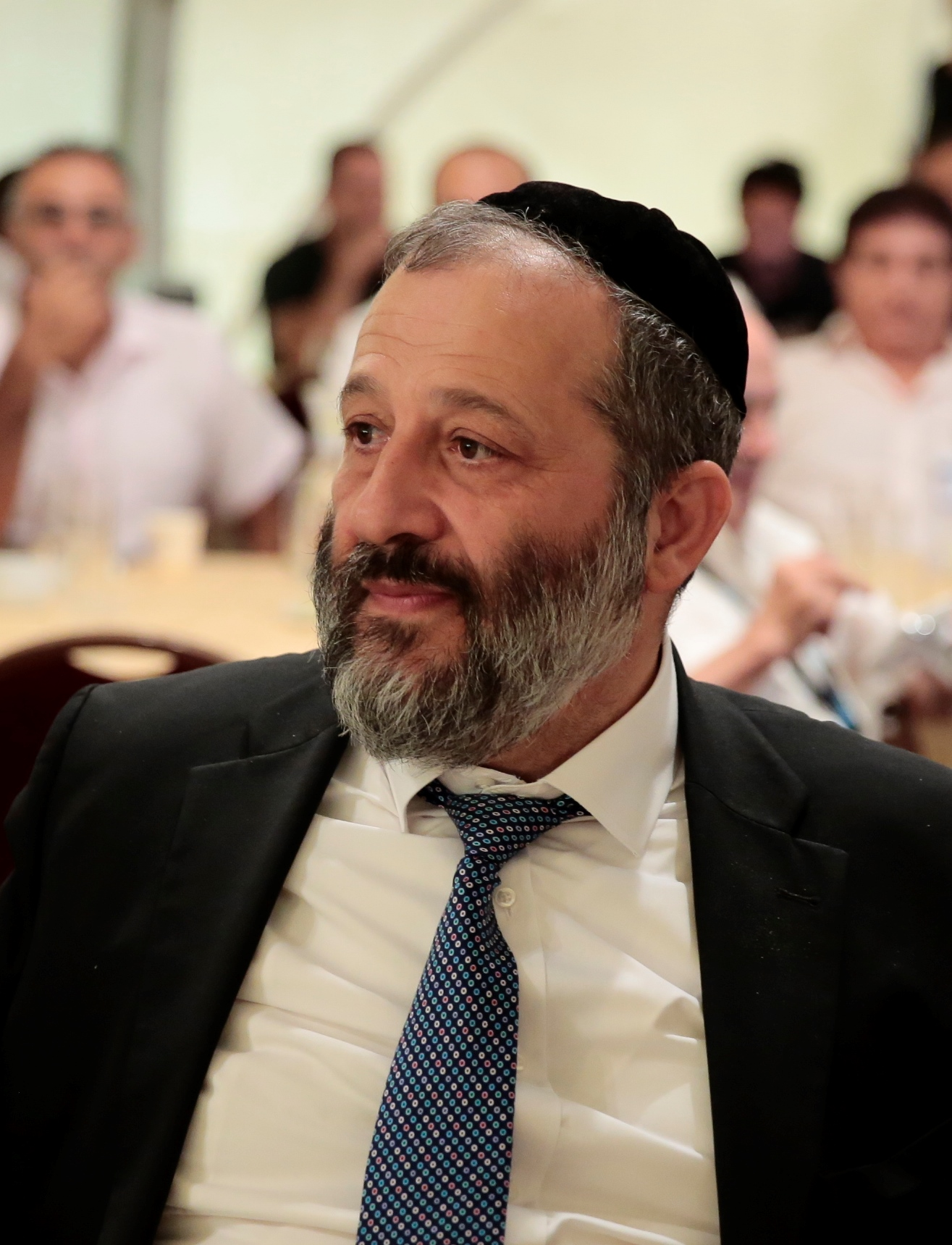
Arje Deri

Pierwszymi dwudziestoma kandydatami z listy Szasu byli:
| 1. Arje Deri 2. Jicchak Kohen 3. Meszullam Nahari 4. Ja’akow Margi 5. Jo’aw Ben Cur 6. Micha’el Malchieli 7. Mosze Arbel 8. Jinnon Azulaj 9. Mosze Abutbul 10. Menachem Uri’el Boso 11. Baruch Bara Gachzi 12. Josi Tijew 13. Ja’akow Zeharjahu 14. Nehoraj Lachjani 15. Efraim Natanel 16. Jisra’el Ja’akow Cadaka 17. Jonatan Miszarki 18. Micha’el Li’or Sza’ir 19. Mosze Kajkow 20. Binjamin Elcharar |

### Zehut

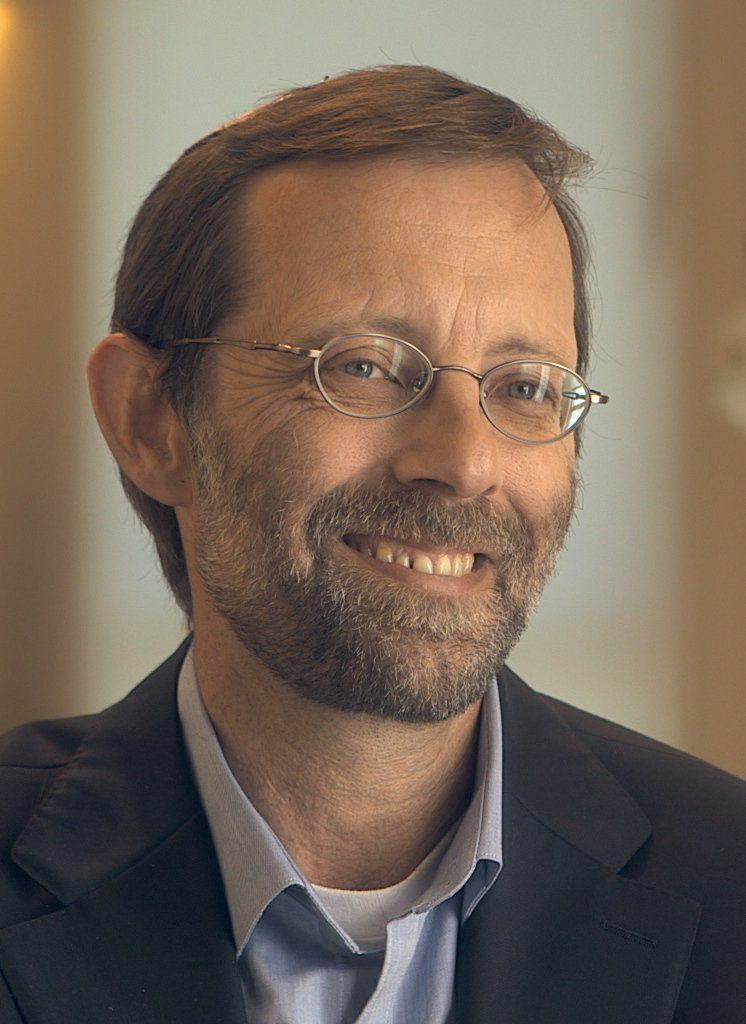
Mosze Feiglin

Przewodniczący Mosze Feiglin poinformował, że nie weźmie udziału w zjednoczeniu religijnej prawicy i samodzielnie wystartuje w wyborach. 31 lipca Feiglin ogłosił listę kandydatów:
| 1. Mosze Feiglin 2. Gilad Alper 3. Ronit Dror 4. Arkadi Muter 5. Rafa’el Mines 6. Szelomo Gordon 7. Dawid Szpic 8. Asja Entow 9. Nica Kahane 10. Chaggaj Grincejg 11. Towa Ewen-Chen 12. Chaggaj Ben-Ami 13. Nadaw Chalamisz 14. Aleksander Elman 15. Szmu’el Saket |

29 sierpnia Feiglin ogłosił, że Zehut nie wystartuje w wyborach, ale podejmie współpracę z Likudem.

### Zjednoczony Judaizm Tory

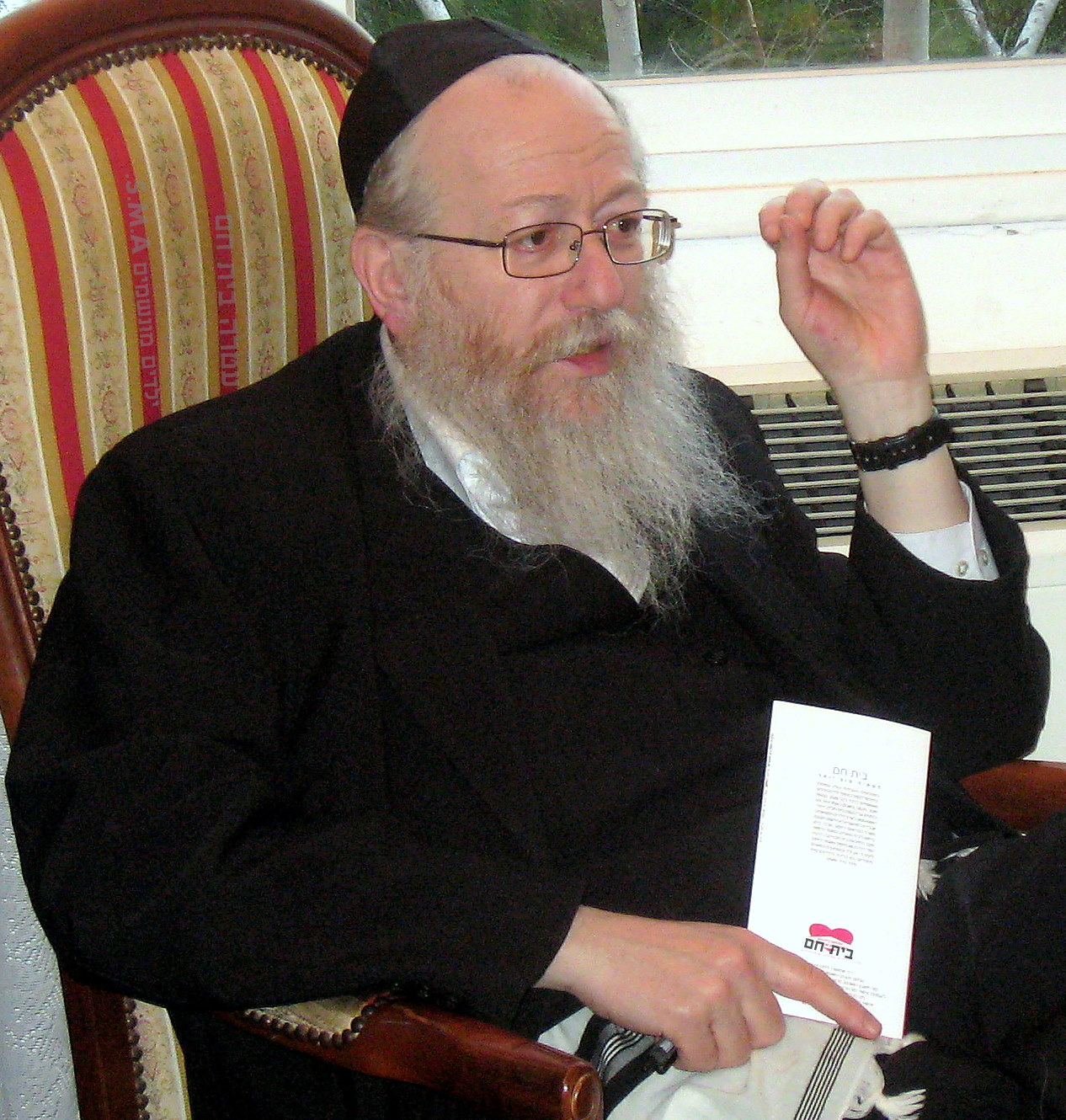
Ja’akow Litzman

Oto pierwszych piętnastu kandydatów:
| 1. Ja’akow Litzman (Agudat Israel) 2. Mosze Gafni (Sztandar Tory) 3. Me’ir Porusz (Agudat Israel) 4. Uri Maklew (Sztandar Tory) 5. Ja’akow Tesler (Agudat Israel) 6. Ja’akow Aszer (Sztandar Tory) 7. Jisra’el Eichler (Agudat Israel) 8. Jicchak Ze’ew Pindrus (Sztandar Tory) 9. Elijahu-Lejb Chasid (Agudat Israel) 10. Elijahu Baruchi (Sztandar Tory) 11. Binjamin Herszer (Agudat Israel) 12. Dawid Ochana (Sztandar Tory) 13. Naftali Glicki (Agudat Israel) 14. Ichcak Rajch (Sztandar Tory) 15. Reuwen Brajsz (Agudat Israel) |

### Zjednoczona Lista

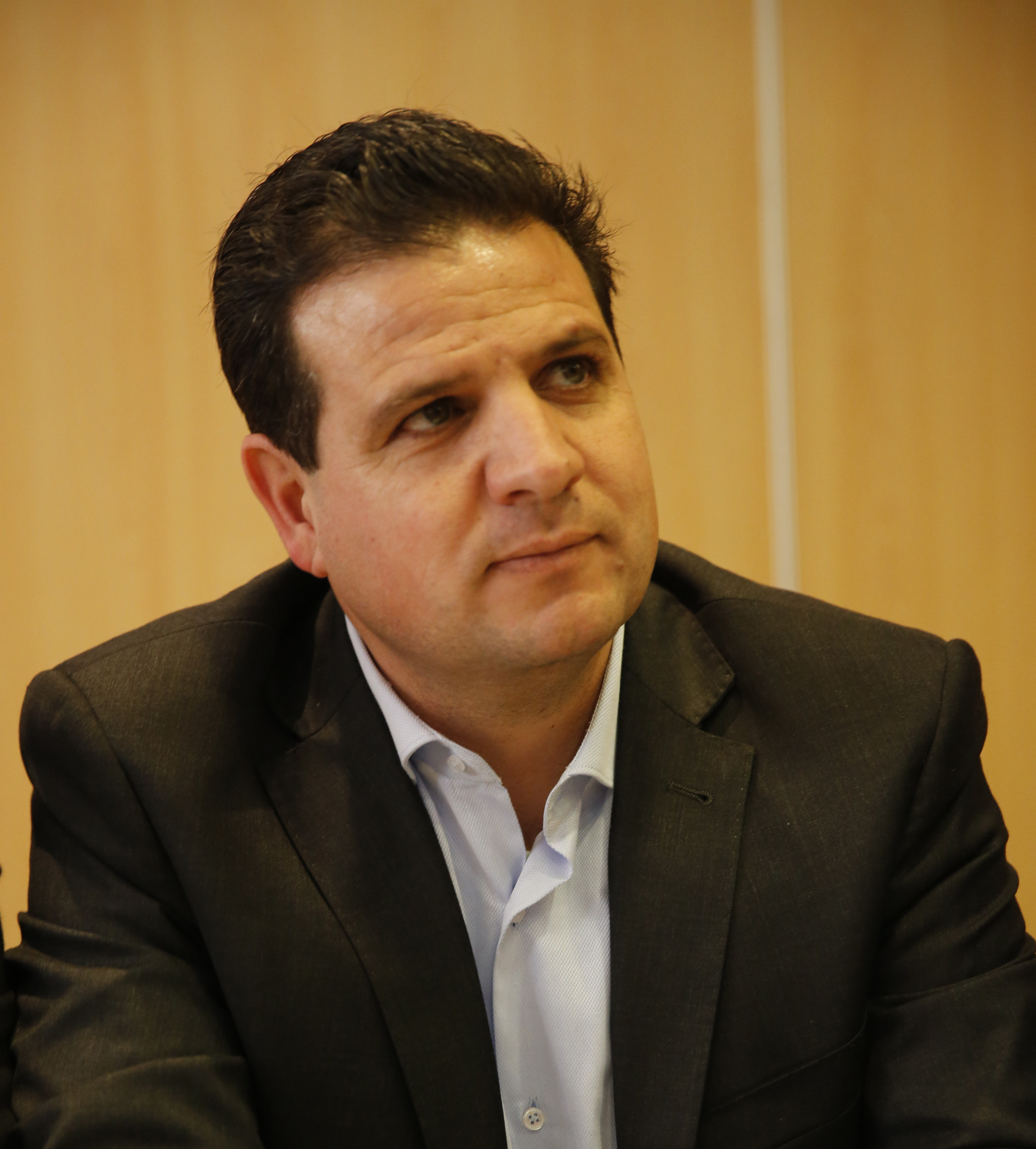
Ajman Auda

Koalicja wyborcza czterech największych partii arabskich: Balad, Hadasz, Ra’am i Ta’al. Lista wygląda następująco:
| 1. Ajman Auda (Hadasz) 2. Metanes Szechade (Balad) 3. Ahmad at-Tajjibi (Ta’al) 4. Mansur Abbas (Ra’am) 5. Ajida Tuma-Sulajman (Hadasz) 6. Walid Taha (Ra’am) 7. Ofer Kasif (Hadasz) 8. Hiba Jazbak (Balad) 9. Usama Sadi (Ta’al) 10. Jusuf Dżabarin (Hadasz) 11. Sa’id Alcharumi (Ra’am) 12. Dżabar Asatra (Hadasz) 13. Sami Abu Szechade (Balad) 14. Sundos Salach (Ta’al) 15. Iman Chatib (Ra’am) 16. Jusuf Atawina (Hadasz) |

### Żydowska Siła

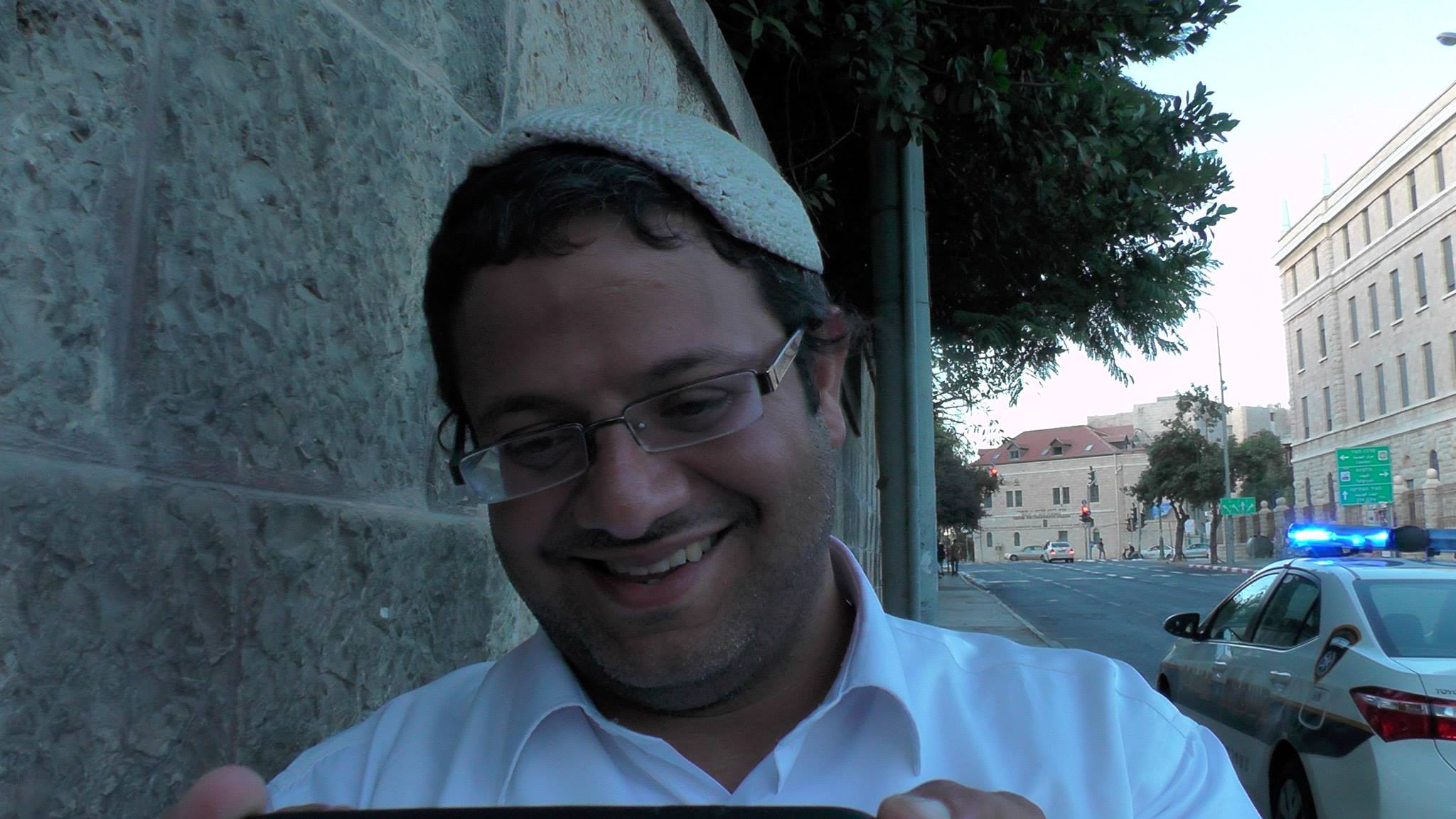
Itamar Ben-Gewir

Ostateczna lista partii, po odłączeniu się od No’am, wygląda następująco:
| 1. Itamar Ben-Gewir 2. Baruch Marzel 3. Adwa Biton 4. Jicchak Waserlauf 5. Ben Cijjon Gufsztajn |

### Listy mniejszych ugrupowań
Do wyborów we wrześniu swoje listy wystawiły jeszcze m.in. następujące partie/ruchy:
- Da’am – „Zielona Ekonomia Jedno Państwo”,
- Ekonomiczna Siła – „Głos wszystkich przedsiębiorców w Izraelu”,
- Nasze Prawa w Naszych Głosach – „Żyć w szacunku”,
- Czerwono-Biali – „Bezstronni”,
- Mitkademet,
- Społeczne Przywództwo,
- Partia Piratów,
- Ha-Gusz ha-Tanachi,
- Seder Chadasz,
- Comet – Osadnictwo i Gospodarka,
- Cadak,
- Kawod ha-Adam.

## Wyniki wyborów
W wyborach wzięło udział 4 465 168 osób spośród 6 394 030 uprawnionych, co dało frekwencję 69,83%. 28 362 głosów było nieważnych
Oficjalne wyniki wyborów:
| Partia                                                           | Głosy     | %      | Miejsca | +/- | Przywódca                                    | Uwagi                                           |
| ---------------------------------------------------------------- | --------- | ------ | ------- | --- | -------------------------------------------- | ----------------------------------------------- |
| Niebiesko-Biali (Moc Izraela, Telem i Jest Przyszłość)           | 1 151 214 | 25,95% | 33      | 2   | Beni Ganc, Ja’ir Lapid, Mosze Ja’alon        |                                                 |
| Likud                                                            | 1 113 617 | 25,10% | 32      | 3   | Binjamin Netanjahu                           | lub 7 w stosunku do wyniku Likudu/My Wszyscy    |
| Zjednoczona Lista                                                | 470 211   | 10,60% | 13      | 3   | Ajman Auda                                   | w stosunku do wyniku Hadasz-Ta’al i Ra’am-Balad |
| Szas                                                             | 330 199   | 7,44%  | 9       | 1   | Arje Deri                                    |                                                 |
| Nasz Dom Izrael                                                  | 310 154   | 6,99%  | 8       | 3   | Awigdor Lieberman                            |                                                 |
| Zjednoczony Judaizm Tory                                         | 268 775   | 6,06%  | 7       | 1   | Ja’akow Litzman                              |                                                 |
| Jamina (Nowa Prawica, Żydowski Dom i Unia Narodowa)              | 260 665   | 5,87%  | 7       | 2   | Ajjelet Szaked, Rafi Perec, Becalel Smotricz | w stosunku do wyniku Unii Partii Prawicowych    |
| Partia Pracy-Geszer                                              | 212 782   | 4,80%  | 6       |     | Amir Perec, Orli Lewi-Abekasis               |                                                 |
| Obóz Demokratyczny (Merec, Demokratyczny Izrael, Ruch Zielonych) | 192 495   | 4,34%  | 5       | 1   | Niccan Horowic, Ehud Barak, Setaw Szafir     | w stosunku do wyniku Merecu                     |
| Żydowska Siła                                                    | 83 609    | 1,88%  | 0       |     | Itamar Ben-Gewir                             |                                                 |
| Comet                                                            | 14 805    | 0,33%  | 0       |     |                                              |                                                 |
| Inne partie                                                      | 28 290    | 0,62%  | 0       |     |                                              | łącznie 18 ugrupowań                            |

Pogrubioną czcionką oznaczono ugrupowania, które przekroczyły próg wyborczy 3,25%

### Posłowie
Posłowie wybrani w wyborach:
| Partia                   | Posłowie |
| ------------------------ | --- |
| Niebiesko-Biali          | Beni Ganc, Ja’ir Lapid, Mosze Ja’alon, Gabi Aszkenazi, Awi Nissenkorn, Me’ir Kohen, Miki Chajjimowicz, Ofer Szelach, Jo’az Hendel, Orna Barbiwaj, Micha’el Biton, Jechi’el Mosze Troper, Ja’el German, Cewi Hauzer, Orit Farkasz-Hakohen, Karin Elharrar, Meraw Kohen, Jo’el Razwozow, Asaf Zamir, Jizhar Szaj, Elazar Sztern, Miki Lewi, Omer Jankelewicz, Penina Tamanu, Ghadir Marih, Ram Ben-Barak, Alon Szuster, Jo’aw Segalowicz, Ram Szefa, Bo’az Toporowski, Orli Fruman, Etan Ginzburg, Gadi Jewarkan |
| Likud                    | Binjamin Netanjahu, Juli-Jo’el Edelstein, Jisra’el Kac, Gilad Erdan, Mosze Kachlon, Gidon Sa’ar, Miri Regew, Jariw Lewin, Jo’aw Galant, Nir Barkat, Gila Gamli’el, Awi Dichter, Ze’ew Elkin, Chajjim Kac, Eli Kohen, Cachi Hanegbi, Ofir Akunis, Juwal Steinitz, Cippi Chotoweli, Dawid Amsalem, Amir Ochanna, Ofir Kac, Etti Chawa Atijja, Jo’aw Kisz, Dawid Bitan, Keren Barak, Szelomo Karaj, Miki Zohar, Jifat Szasza-Bitton, Szaren Haskel, Michal Szir Segman, Katrin Szitrit                            |
| Zjednoczona Lista        | Ajman Auda, Metanes Szechade, Ahmad at-Tajjibi, Mansur Abbas, Ajida Tuma-Sulajman, Walid Taha, Ofer Kasif, Hiba Jazbak, Usama Sadi, Jusuf Dżabarin, Sa’id Alcharumi, Dżabar Asatra, Sami Abu Szechade |
| Szas                     | Arje Deri, Jicchak Kohen, Meszullam Nahari, Ja’akow Margi, Jo’aw Ben Cur, Micha’el Malchieli, Mosze Arbel, Jinnon Azulaj, Mosze Abutbul |
| Nasz Dom Izrael          | Awigdor Lieberman, Oded Forer, Jewgienij Sowa, Eli Awidar, Julia Malinowski, Hamad Amar, Aleks Kuszner, Mark Jefremow |
| Zjednoczony Judaizm Tory | Ja’akow Litzman, Mosze Gafni, Me’ir Porusz, Uri Maklew, Ja’akow Tesler, Ja’akow Aszer, Jisra’el Eichler |
| Jamina                   | Ajjelet Szaked. Rafi Perec, Becalel Smotricz, Naftali Bennett, Moti Jogew, Ofir Sofer, Matan Kahana |
| Partia Pracy-Geszer      | Amir Perec. Orli Lewi-Abekasis, Icik Szmuli, Szelli Jachimowicz, Meraw Micha’eli, Omer Bar-Lew, Rewital Swid |
| Obóz Demokratyczny       | Niccan Horowic, Setaw Szafir, Ja’ir Golan, Tamar Zandberg, Ilan Gilon |